# 斑叶樱
斑叶樱，旧称斑叶稠李、山桃稠李，是蔷薇科李属落叶乔木，分布在朝鲜、俄罗斯以及中国大陆的黑龙江、吉林、辽宁等地，生长于海拔950米至2,000米的地区，常生长在溪边、阳坡潮湿地、松林下、林边、阳坡疏林中及路旁。斑叶樱在过去被归为稠李（亚）属，但植物形态学和分子生物学研究表明其属于樱（亚）属。